# Benno Elbs
Benno Elbs (ur. 16 października 1960 w Bregencji) – austriacki duchowny katolicki, biskup Feldkirch od 2013, administrator apostolski sede vacante et ad nutum Sanctae Sedis Archidiecezji Vaduz od 2023.

## Życiorys
Urodził się w 1960 roku w Bregencji w Vorarlbergu, gdzie spędził dzieciństwo i młodość. Po ukończeniu szkoły podstawowej uczęszczał do tamtejszego gimnazjum państwowego, gdzie zdał maturę w 1979 roku. Następnie studiował teologię na Uniwersytecie w Innsbrucku. Ponadto od 1982 roku studiował psychologię i logoterapię. 16 maja 1986 roku otrzymał święcenia kapłańskie, których udzielił mu bp Bruno Wechner. Bezpośrednio potem pracował jako duszpasterz przez 3 lata w rodzinnym mieście. W 1986 roku otrzymał także stopień naukowy doktora teologii na podstawie pracy dotyczącej sakramentu pokuty. Wykładał także w Marianum w Bregencji, pełniąc przez jakiś czas funkcję rektora tej uczelni.
Od 1994 roku wchodził w skład Kolegium Konsultacyjnego diecezji Feldkirch, zajmując się sprawami finansowymi w kurii. 2 lipca 2005 roku został powołany na stanowisko wikariusza generalnego biskupstwa, a 15 listopada 2011 roku został wybrany administratorem apostolskim diecezji Feldkirch.
8 maja 2013 papież Franciszek mianował go biskupem ordynariuszem diecezji Feldkirch. Sakry biskupiej udzielił mu 30 czerwca 2013 arcybiskup Salzburga - Alois Kothgasser.
20 września 2023 papież Franciszek minował go administratorem apostolskim sede vacante et ad nutum Sanctae Sedis Archidiecezji Vaduz.